# Oesao II
Oesao II is een bestuurslaag in het regentschap Kupang van de provincie Oost-Nusa Tenggara, Indonesië. Oesao II telt 1254 inwoners (volkstelling 2010).